# ダイレクトワン
ダイレクトワン株式会社（英:DIRECT ONE CO. LTD.）は、日本の消費者金融業者。東海財務局長(14)第00027号。
静岡県沼津市に本社を置き、スルガ銀行グループの連結子会社（2023年4月現在）。

## 概要
1956年（昭和31年）2月1日に丸和商事株式会社として設立。当初は商店向けの小口金融を扱う商工ローン業者であったが1977年（昭和52年）以降は、消費者金融に参入。「ニコニコクレジット」のブランド名で営業を行っていた。また、民事再生法適用以前は、不動産業者としても活動していた。
赤地に白文字で「ニコニコ」と書かれたロゴマークを使用し、テレビCMでは、「吸い過ぎ・食べ過ぎ・飲み過ぎ・使い過ぎにも注意しましょう」のナレーションでチンパンジーがタバコを吹かしたり、飲み食いや衝動買いをするものの他、俳優の竹中直人をイメージキャラクターに起用したものを出稿していた。
過払金返還請求の増加と貸金業法の改正で与信厳格化を余儀なくされたことにより収益が悪化、2011年（平成23年）4月8日に東京地方裁判所へ民事再生法適用を申請した。負債総額は約336億円。同日には、メーンバンクであったスルガ銀行が、丸和商事向けに243億9千万円の貸出金があり、内169億円が回収不能とし貸倒引当金を計上した事を発表した。同年9月には、スルガ銀行との間で経営再建支援に関するスポンサー契約を締結した。
2012年（平成24年）2月16日に再生計画案認可決定が確定した。同年3月14日、丸和商事が100%減資するとともに、第三者割当増資を実施。発行する全株式をスルガ銀行が引き受け、完全子会社化された。さらに同年4月23日、ダイレクトワン株式会社に社名変更された。これに伴い、スルガ銀行のインターネット支店でカードローンなど個人向け無担保融資を専門的に取り扱う同行ダイレクトワン支店は、ダイレクトワン株式会社のカードローン「ダイレクトワン」利用者の利便向上を図る為の支店に変更された。
加入する信用情報機関は株式会社日本信用情報機構（JICC）と株式会社シーアイーシー（cic）である。。

## 営業エリア
民事再生法適用以前は静岡県・神奈川県・山梨県・愛知県・岐阜県・三重県・富山県・石川県・福井県・滋賀県・京都府で37事業所を展開しており、ニコニコクレジットの有人店として22店舗、無人店を13店舗、e-NIKOとして1店舗、アイリス店として1店舗を出店していた。
2022年10月現在、有人店8店の他、インターネット店1店を設置している。

## 異業種への参入
丸和商事時代に、異業種の企業を傘下に収めており、CADやCAMによるプラスチック金型設計を営む丸和精機、旅行業や不動産を展開する丸和観光開発などが挙げられる。また、不動産の分野にも参入しており、沼津市、静岡市、掛川市、浜松市、名古屋市には駅前などに立地する自社ビルを所有していた。2007年には、静岡県で初めての債権回収会社となる中部債権回収を設立し、サービサー分野にも進出した。
また、丸和商事の本社ビル内に、刀剣専門の美術館としてふじ美術館を開設したが、2010年3月31日をもって閉館している。

## 関連会社
- 中部債権回収株式会社